# Trofa kommun
Trofa kommun (uttal: [ˈtɾɔfɐ]

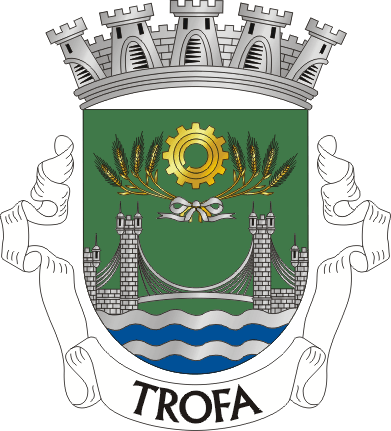
Heraldiskt vapen

 ( lyssna)) är belägen i Portos storstadsregion i Portugal. Staden Trofa består av två freguesias (kommundelar) med en befolkning på 20 692 invånare; kommunen har fem freguesias  med en befolkning på 37 416 (2001 års folkräkning).
Trofa är en industristad med bland annat läkemedel-, metall och textilindustrier.
En annan viktigt ort i kommunen är Vila dos Coronados.

## Freguesias
Trofa är indelat i fem freguesias:
- Alvarelhos e Guidões
- Bougado (São Martinho e Santiago)
- Coronado (São Romão e São Mamede)
- Covelas
- Muro

## Historia
Trofa spelade en viktig roll på grund av sin geografiska plats mellan Porto och Braga/Guimarães, vid gränsen till Douro och Minho, men ändå inuti Porto-distriktet, vilket ledde till att Trofa nämndes under det romerska rikets dagar ("trofa" betyder gränsområde på arabiska). En viktig faktor för stadens tillväxt var också bygget av järnvägar i början av 1900-talet.